# Marianne Winder
Pour les articles homonymes, voir Winder.
Marianne Winder, née à Tepliz le 10 septembre 1918 et morte à Londres le 6 avril 2001, est une spécialiste britannique du moyen haut allemand, bibliothécaire à l'institut des études germaniques de l'université de Londres. Elle est la fille de Ludwig Winder.
Associée pendant plus de trente ans à la bibliothèque de l'institut Wellcome d'histoire de la médecine, elle y fut successivement bibliothécaire adjointe (1963-1970), conservatrice des manuscrits et livres imprimés orientaux (1970-1978) et enfin, après avoir pris sa retraite, conseillère en médecine tibétaine (1978-2001), dont elle est considérée comme une spécialiste de l'histoire.

## Biographie
Marianne Winder est née le 10 septembre 1918, à Tepliz, au nord-ouest de Prague, dans ce qui était alors l'Empire austro-hongrois. Elle est l'aînée des deux filles de Ludwig Winder, un écrivain et critique littéraire, et de Hedwig Winder. Son milieu social est celui de l'intelligentsia juive de l'Europe centrale, avant sa destruction durant la Seconde Guerre mondiale. Franz Kafka fait partie du cercle littéraire de son père, le Cercle de Prague (de). Lorsque la situation politique se détériore dans les années 1930, la famille Winder est amenée à quitter Prague pour se réfugier en Angleterre. Après l'occupation allemande de la Tchécoslovaquie, Winder s'enfuit le 29 juin 1939, date à laquelle il franchit illégalement la frontière polonaise avec sa famille. Son voyage le conduit à travers la Pologne et la Scandinavie en Angleterre à Londres où il arrive avec sa femme et sa fille Marianne le 13 juillet 1939. Sa plus jeune fille, et sœur cadette de Marianne, Eva, née en 1920 est restée à Prague. Elle est morte en 1945 dans le camp de concentration de Bergen-Belsen. Six semaines après leur arrivée, les Winder sont évacués à Reigate, où ils vivent dans une auberge de réfugiés. Lorsque l'auberge est fermée en 1941, la famille déménage à Baldock, un petit village dans le comté de Hertfordshire, à 65 km de Londres. L'été de cette année, Winder est diagnostiqué d'une thrombose coronaire. Ludwig Winder succombe à sa maladie cardiaque le 16 juin 1946,. 

### Études
Après la guerre, Marianne Winder entame des études d'allemand à l'université de Londres. Sa licence en poche (mention bien), elle obtient un poste de chargée de travaux dirigés à la section d'allemand de l'université de Nottingham. Elle y fait une thèse de maîtrise sur l'étymologie des mots du moyen haut allemand, thèse dont un extrait sera publié en 1952 comme supplément au dictionnaire de Maurice Walshe, A concise German etymological dictionary. 

### Carrière

#### Bibliothécaire
En 1953, Marianne Winder est nommée bibliothécaire adjointe à l'institut des études germaniques de l'université de Londres, où elle poursuit ses recherches sur la langue et la littérature allemandes. Elle s'intéresse dès lors aux écrits du Moyen Âge et de la Renaissance sur l'astrologie. Elle soutient une thèse sur les ouvrages d'astrologie allemands de 1452 à 1600 et obtient, en 1963, le diplôme de bibliothécaire à l'University College de Londres. Sa thèse est publiée en 1966 dans The Annals of Science. Elle accepte le poste de bibliothécaire adjointe à l'institut Wellcome pour l'histoire de la médecine.

#### Conservatrice

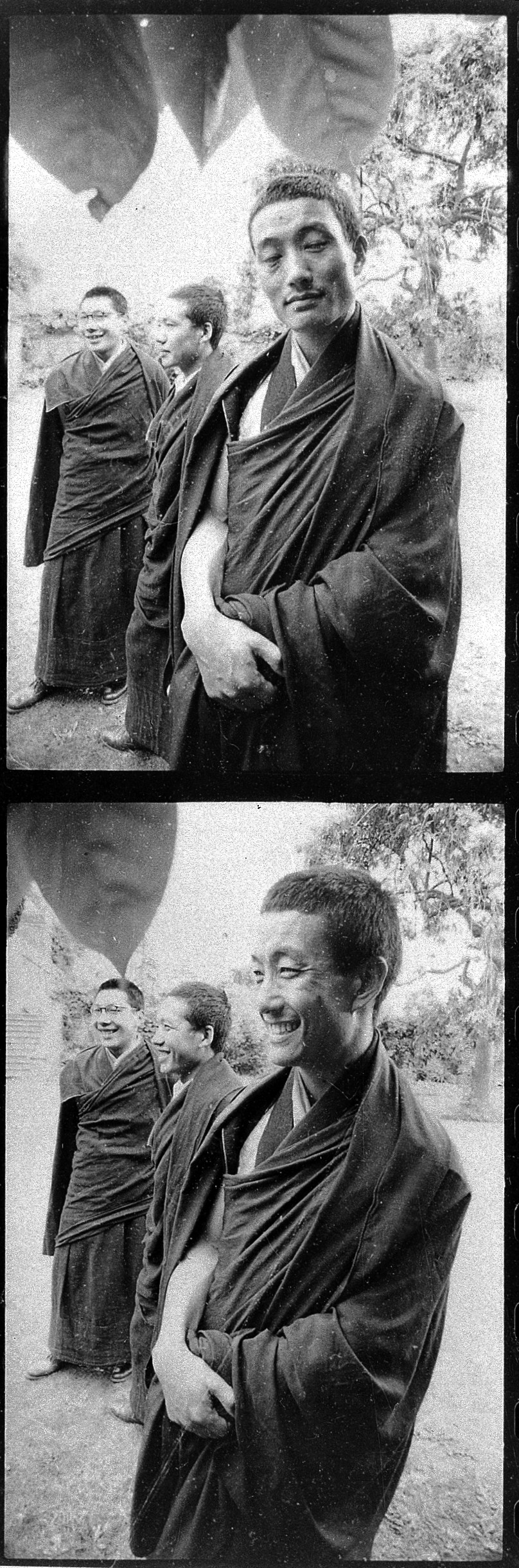
Rechung Rinpoché en premier plan, Chögyam Trungpa et Akong Rinpoché en arrière plan en 1963, à l'école d'été de la Société bouddhiste.

À l'institut Wellcome, ses connaissances linguistiques s'avèrent fort utiles pour le catalogage du fonds. Elle engage une collaboration avec le docteur Walter Pagel, un médecin pathologiste et historien de la médecine, et signe avec lui plusieurs articles (« Gnostiches bei Paracelsus und Konrad von Megenberg », in Fachliteratur des Mittlelalters, 1968 ; « Hervey and the modern concept of disease », in The Bulletin of the History of medicine, 1968 ; « The eightness of Adam and relared "gnostic" ideas in the Paracelsian corpus », in Ambix, 1969). En 1972, elle établit la bibliographie des écrits du docteur Pagel dans Science, medicine and society in the Renaissance, volume d'hommage en l'honneur de ce dernier. À la mort de ce dernier, elle se charge de la publication de son œuvre complète en deux volumes, parus en 1985 et 1986.
Ayant embrassé la foi bouddhiste dans les années 1960, elle est archiviste de la Société bouddhiste. En 1966, elle reçoit des enseignements relatifs à la pratique de tara blanche de Trijang Rinpoché en visite en Angleterre. 
En 1957, Marianne Winder publie la traduction en allemand de Buddhist Texts Through the Ages d'Edward Conze et souligne qu'elle ne s'associe pas à tous les points de vue exprimés dans cette autobiographie, et encore moins aux passages sur le président de la Société bouddhiste Christmas Humphreys (en) qui, selon elle, a eu l'influence la plus bénéfique sur sa vie.
En 1958, Marianne Winder est rédactrice en chef adjointe de la revue de la Société bouddhiste, The Middle Way et succède à Carlo Robins en 1961. Elle parle alors plusieurs langues, et connaît le sanskrit et le pâli bouddhique. Elle est rédactrice en chef jusqu'en 1965. Muriel Daw lui succède,. Elle se prend d'intérêt également pour le Tibet, sa langue et sa culture et suit des cours de tibétain à l'École des études orientales et africaines,. Lorsque le poste de conservateur des manuscrits et imprimés orientaux est créé à l'institut Wellcome en 1970, c'est à elle que l'on pense pour l'occuper. C'est pour Marianne Winder le début d'une seconde carrière.

### Seconde carrière
Marianne Winder entreprend de cataloguer et de classer les collections dont elle a la charge et de les mettre à la portée des spécialistes de l'Orient, vaste tâche qui permet de faire de celles-ci une source de premier plan pour l'étude de la médecine dans les cultures d'Asie.
Parallèlement, elle entame avec Rechung Rinpoché Jampal Kunzang une collaboration qui débouche sur la publication, en 1973, de Tibetan medicine: illustrated in original texts, ouvrage qui, à travers ses éditions étrangères (en chinois, en français) et ses révisions, devient un classique sur la médecine tibétaine, et le premier ouvrage en anglais sur le sujet.
La nouvelle conservatrice assiste à tous les cours du tibétologue anglais David Snellgrove. Outre le tibétain, elle a appris plusieurs langues dont le sanskrit et le pali.

### Retraite
À son départ à la retraite en 1978, Marianne Winder est nommée conseillère en médecine tibétaine par l'institut afin qu'elle puisse achever le grand œuvre de sa seconde carrière, le Catalogue of Tibetan manuscripts and xylographs, and the catalogue of thankas, banners and other paintings and drawings in the Library of the Wellcome Institute for the History of Medicine, lequel sera publié en 1989. Son successeur au poste de conservateur est Nigel Allan.
En septembre 1985, elle fait une communication ayant pour titre le mot sanskrit Vaidurya lors d'une conférence internationale sur la médecine indienne au Wellcome Institute for the History of Medicine (en), publiée dans les actes du colloque. 
En 1986, elle organise une conférence sur les aspects de la médecine tibétaine classique en Asie centrale conjointement à une exposition de premier plan, Body and mind in Tibetan Medicine (Corps et esprit en médecine tibétaine), à l'institut Wellcome à Londres, conférence dont elle produit le catalogue. Les actes de la conférence sont sous sa direction et publiés en 1993 sous le titre Aspects of Classical Tibetan Medicine.
Elle meurt à Londres, le 6 avril 2001, à la suite d'une courte maladie.

## Accueil critique
Dans son compte rendu de Tibetan Medicine illustrated in original texts de Rechung Rinpoché et dont Marianne Winder composa l'introduction, Pierre Julien souligne le grand intérêt de l'ouvrage.
Dans son compte rendu de Catalogue of Tibetan manuscripts and xylographs, and catalogue of thankas, banners and other paintings and drawings in the Library of the Wellcome Institute for the History of Medicine, Elisabeth Finckh qualifie Winder de spécialiste de l’histoire de la médecine tibétaines, ajoutant qu'elle a apporté par cette publication une contribution importante à la préservation de la culture tibétaine.

## Publications

### Livres
- (de) Im Zeichen Buddhas, Fischer Bücherei, Frankfurt am Main u. a. 1957 (Fischer-Bücherei 144), traduction en allemand de Buddhist texts through the ages d'Edward Conze
- (en) avec Rechung Rinpoché Jampal Kunzang, Tibetan medicine: illustrated in original texts, 1973
- (en) avec Walter Pagel, Religion and neoplatonism in Renaissance medicine, Variorum Reprints, 1985, 346 p.
- avec Rechung Rinpoché, Histoire de la médecine tibétaine. Vie de gYu-thog-pa l'Ancien, traduit de l'anglais par Jean-Paul R. Claudon, Sylvaine Jean et Martine Pageon-Tarin, Édition Le Chardon, Saint-Dié (Vosges), 1989, 279 p.,  (ISBN 2-906849-06-5)
- (en) Catalogue of Tibetan manuscripts and xylographs, and catalogue of thankas, banners and other paintings and drawings in the Library of the Wellcome Institute for the History of Medicine, London, Wellcome Institute for the History of Medicine, 1989, 4e, pp. XIII, 112S, illus.

### Ouvrages collectifs

#### Chapitres
- (en) Bibliographie des écrits du docteur Pagel, in Science, medicine and society in the Renaissance, volume d'hommage en l'honneur de Walter Pagel, 1972

#### Direction
- (en) Marianne Winder (dir), Aspects of Classical Tibetan Medicine, Buddhist Studies Review, vol 19, Institut de recherche bouddhique Linh-Son, Pali Buddhist Union, UK Association for Buddhist Studies, 2002

### Articles
- avec Walter Pagel, Gnostiches bei Paracelsus und Konrad von Megenberg, in Fachliteratur des Mittlelalters, 1968
- The eightness of Adam and relared "gnostic" ideas in the Paracelsian corpus », in Ambix, 1969
- (en) Modern and traditional medicine: rivals or friends? Some solutions attempted by India, China, Japan and Tibetans in exile. Bulletin of the British Association of Orientalists, 1979-1980, 11, p. 35-39.
- (en) Tibetan Medicine Compared with Ancient and Medieval Western Medicine, Bulletin of Tibetology, 1981, Vol. 17, N. 1, p. 5-22.
- (en) The Buddhist antecedents of Tibetan medicine, Tibet News Review, 2(1/2) (1981), p. 29-34.
- (en) Buddhism and Tibetology, Bulletin of Tibetology, 1984, Vol. 20, N. 1, p. 10-13.
- (en) Tibetan Buddhist medicine and psychiatry. The diamond healing, Med Hist. 1985 ; 29(2) : p. 224.
- (en) Malli Ka, Bulletin of Tibetology, 1988, Vol. 24, N. 3, p. 5-11.
- (en) Tibetan medicine, Bulletin of Tibetology, 1989, Vol. 25, N. 2, p. 5-16.
- (en) Vaidurya, Bulletin of Tibetology, 1990, Vol. 26, N. 1-3, p. 31-37.
- (en) Aspects of the history of the prayer wheel, Bulletin of Tibetology, 1992, Vol. 28, N. 1, p. 25-33.
- (en) Tibetan Medicine, its Humours and Elements, Bulletin of Tibetology, 1994, Vol. 30, N. 1, p. 11-25.
- (de) Der Buddhismus und die tibetische Medizin, Tibet Forum, no. 2, (1985), p. 7-10.